# إسويقن (إريانن)
إسويقن هو دُوَّار يقع بجماعة تيفروين، إقليم الحسيمة، جهة طنجة تطوان الحسيمة في المملكة المغربية. ينتمي الدوّار لمشيخة إريانن التي تضم 3 دواوير. يقدر عدد سكانه بـ 993 نسمة حسب الإحصاء الرسمي للسكان والسكنى لسنة 2004.

## روابط خارجية
- البوابة الوطنية للجماعات الترابية
- المندوبية السامية للتخطيط